# Pseuduncifera euchlanis
Pseuduncifera euchlanis es una especie de polilla de la familia Tortricidae. Se encuentra en México.